# رالف نلسون الیوت
رالف نلسون الیوت (زاده ۱۸ ژوئیه ۱۸۷۱ - درگذشته ۱۵ ژانویه ۱۹۴۸) حسابدار و نویسنده آمریکایی بود که مطالعاتش در زمینه داده‌های بازار سهام، او را به توسعه اصل موج هدایت کرد؛ اصلی که توصیفی از خاصیت و ماهیت چرخه‌ای روان‌شناسی تاجران و نیز شکلی از تحلیل تکنیکال است که روندها و برگشت‌های بازارهای مالی را شناسایی می‌کند. در بین معامله‌گران فعال در این زمینه، این الگوها در نوسانات قیمت با نام امواج الیوت شناخته می‌شوند.

## زندگی شخصی و شغلی
رالف نلسون الیوت در ماریسویل، کانزاس زاده شد و بعداً به سن آنتونیو، تگزاس نقل مکان کرد. او در اواسط دهه ۱۸۹۰ وارد عرصه حسابداری شد و بیشتر در سمت‌های اجرایی شرکت‌های راه‌آهن آمریکای مرکزی و نیز مکزیک کار کرد. او ۱۳ سال بعد با مری الیزابت فیتزپاتریک (۱۸۶۹–۱۹۴۱) ازدواج کرد. الیزابت در مدت طولانی کار همسرش، به عنوان یک مهاجر در مکزیک وی را همراهی کرد. ناآرامی‌های مدنی مکزیک سرانجام این زوج را به ایالات متحده و به اقامتگاهی در شهر نیویورک بازگرداند. الیوت بعدها در همین مکان یک تجارت مشاوره موفق را راه اندازی کرد. در سال ۱۹۲۴، وزارت امور خارجه آمریکا الیوت را به سمت حسابدار ارشد نیکاراگوئه که در آن زمان تحت کنترل آمریکا بود، منصوب کرد. کمی بعد دو کتاب با نام‌های مدیریت اتاق چای و کافه تریا و آینده آمریکای لاتین نوشت. الیوت این کتاب‌ها را بر اساس ترجبیات شخصی خودش نوشته بود.

## اصل موج الیوت
الیوت در سال ۱۹۳۰ یک مطالعه سیستماتیک از داده‌های هفتاد و پنج ساله بازار سهام را از جمله نمودارهای شاخص با افزایش قیمت‌های سالانه تا نیم ساعته آغاز کرد. او در اوت ۱۹۳۸ نتایج مطالعات خود را به‌طور مفصل در سومین کتاب خود - یعنی اصل موج - با همکاری چارلز جی کالینز منتشر کرد. الیوت در کتاب خود اظهار داشت که اگرچه قیمت‌های بازار سهام ممکن است تصادفی و غیرقابل پیش‌بینی به نظر برسند، اما در واقع از قوانین طبیعی و قابل پیش‌بینی پیروی می‌کنند و می‌توان آنها را با استفاده از اعداد فیبوناچی محاسبه و پیش‌بینی کرد. اندکی پس از انتشار کتاب، مجله دنیای مالی به او مأموریت داد تا دوازده مقاله‌اش را در یک کتاب گردآوری کند و در آن روش خود را برای پیش‌بینی بازار شرح دهد.
در اوایل دهه ۱۹۴۰، الیوت این نظریه را گسترش داد تا در همه رفتارهای جمعی انسان اعمال شود. آخرین اثر او که در حقیقت جامع‌ترین کار او بود قانون طبیعت - راز جهان نام داشت که در ژوئن ۱۹۴۶، یعنی دو سال قبل از مرگ او منتشر شد.
در سال‌های پس از مرگ الیوت، سایر شاغلین این حوزه، از جمله چارلز کالینز، همیلتون بولتون، ریچارد راسل و ای‌جی فراست به استفاده از اصل موج و ارائه پیش‌بینی به سرمایه‌گذاران ادامه دادند. گلن نیلی در سال ۱۹۸۸ امواج الیوت در نوسان و در سال ۱۹۹۰ استاد شدن در استفاده از موج الیوت را منتشر کرد. او با استفاده از تئوری موج الیوت این کتاب‌ها را نوشت و توانست نظریه خود یعنی نظریه نئوویو را ارائه دهد. این نظریه سال‌ها پس از مرگ الیوت کشف شد و شامل الگوهای جدیدی همچون مثلث خنثی، شکل‌گیری قطری، تشکیل متقارن، مثلث استخراج، ترمینال پسوند سوم با شکست ۵، و تناوب معکوس هست. رابرت پرچتر زمانی که به عنوان تکنسین بازار در مریل لینچ کار می‌کرد، متوجه فعالیت‌های الیوت در این زمینه شد و از آن به عنوان مبنایی برای کتاب اصل موج الیوت، که با کمک فراست در سال ۱۹۷۸ آن را نوشت، استفاده کرد.